# الدرملي فقري تملي (فلم)
الدرملي فقري تملي  فيلم مصري من إنتاج عام 2007.

## قصة الفيلم
الدرملي شاب بسيط يكافح من أجل تحسين وضعه ولكنه مقتنع بأن الدنيا بها نوعان من الناس، المحظوظون والمنحوسون، وبما أنه مؤمن بأنه من النوع الأخير فهو يائس من نجاحه. فهل يلعب الحظ حقا دورا في حياتنا أم نحن من نصنع الحظ.

## بطولة
- شريف حمدي
- محمد شومان
- منة جلال
- أمل صبري
- عبد الله مشرف
- ضياء الميرغني
- علاء زينهم
- حسن عبد الفتاح

## روابط خارجية
- مقالات تستعمل روابط فنية بلا صلة مع ويكي بيانات